# 背帶大梭蜥魚
背帶大梭蜥魚（学名：Magnisudis prionosa）為輻鰭魚綱仙女魚目帆蜥魚亞目魣蜥魚科的一種，分布於南冰洋海域，為深海魚類，深度0-1000公尺，體長可達55公分，棲息在中層水域，屬肉食性，以魚類為食，生活習性不明。